# Навасардян, Светлана Оганесовна
Светла́на Огане́совна Навасардя́н (арм. Սվետլանա Հովհաննեսի Նավասարդյան; род. 29 октября 1946, Алаверди, Армянская ССР) — советская и армянская пианистка, музыкальный педагог.
Народная артистка Армянской ССР (1984). Лауреат Государственной премии Армянской ССР (1988), профессор Ереванской государственной консерватории имени Комитаса (1989).
Для игры Светланы Навасардян характерны исключительный эпический склад интерпретаций, масштабность исполнения, драматическая насыщенность, волевая целеустремлённость, глубина трактовок, артистичность, сочетание лиричности и мощности.

## Биография

### Начальные годы
Светлана Навасардян родилась 29 октября 1946 года в городе Алаверди Аллахвердинского района Армянской ССР в семье педагогов: историка Оганеса Сергоевича Навасардяна (1914—1995) и математика Грануш Оганесовны Петросян (1920—1990). Светлана была старшей из двух дочерей в семье. Её двоюродной сестрой являлась известная оперная певица, народная артистка РА Араксия Давтян.
Мать Светланы Навасардян, будучи педагогом-математиком, также была профессиональной певицей, обладала певческим голосом лирико-драматическое сопрано и с детства привила дочери любовь к музыке. Как в дальнейшем вспоминала пианистка:
Голос моей матери, её пение стали моими „первыми музыкальными университетами“, и, без сомнения, в моём формировании и становлении как музыканта невозможно переоценить её роль.
С 5 лет Светлана начала обучаться игре на фортепиано в музыкальной школе имени Романоса Меликяна города Алаверди. В 9 лет она дала свой первый сольный концерт, сыграв полный цикл 30 двух- и трёхголосных инвенций И. С. Баха.
Когда Светлане было 12 лет, её семья переехала в город Ереван, где она в 1959—1964 годах продолжала получать музыкальное образование, сначала в течение года в Ереванской музыкальной школе имени Саят-Новы, после чего — в Ереванском музыкальном училище имени Романоса Меликяна в классе фортепиано у Ваче Вагановича Умр-Шата.
В 14 лет состоялось дебютное выступление пианистки с симфоническим оркестром: Навасардян сыграла вторую часть Концерта для фортепиано с оркестром А. И. Хачатуряна, выученную за весьма короткий срок — два дня.

### Студенческие годы
В 1964 году Светлана Навасардян поступила в Ереванскую государственную консерваторию имени Комитаса, в класс В. В. Умр-Шата. Вспоминая о своём учителе, Навасардян говорила:
Я пришла к нему в двенадцать лет с сонатой Гайдна и этюдами Крамера, ушла лауреатом двух международных конкурсов. Но уже с самых первых наших уроков Ваче Ваганович — художник, в котором „ни на миг не умирал аристократ духа“, отнёсся ко мне, девочке-подростку, как к творческой личности и смело ввёл меня в мир большого искусства.
В студенческие годы она начала свой успешный конкурсный путь, став победителем Закавказского конкурса музыкантов-исполнителей, проходящего в городе Тбилиси (1965), лауреатом международного конкурса пианистов имени Р. Шумана в Цвиккау (1966) и международного конкурса пианистов имени И. С. Баха в Лейпциге (1968). С 1966 года Навасардян была солисткой Армянской государственной филармонии.
В 1968 году она окончила Ереванскую консерваторию и поступила в Московскую государственную консерваторию имени П. И. Чайковского, где училась по классу фортепиано у профессора, народного артиста СССР Якова Израилевича Зака — представителя знаменитой школы Генриха Густавовича Нейгауза. В 1971 году, окончив Московскую консерваторию с отличием, Навасардян поступила в аспирантуру консерватории по классу Я. И. Зака и закончила её в 1973 году. В 1972 году она стала лауреатом международного конкурса пианистов имени бельгийской королевы Елизаветы в Брюсселе.

### Концертная и педагогическая деятельность
С того же 1972 года Светлана Навасардян была солисткой Госконцерта СССР. В 1972—1974 годах она являлась ассистентом Московской консерватории.
В 1974 году Навасардян переехала в Ереван и начала преподавать в Ереванской государственной консерватории имени Комитаса (с 1981 года была доцентом консерватории, а в 1989 получила учёное звание профессора). В 1977 году она стала лауреатом Сиднейского международного конкурса пианистов.
Начиная с 1967 года Навасардян гастролировала по более чем 40 странам мира, в числе которых США, Канада, Япония, Франция, Германия, Италия, Великобритания, Испания, Австрия, Бельгия, Швейцария, Греция, Польша, Болгария, Аргентина, Бразилия, Венесуэла, Куба, Кувейт; часто выступая в таких знаменитых концертных залах как Сиднейский оперный театр, Гевандхаус в Лейпциге, концертный зал Гаво в Париже, дворец изящных искусств в Брюсселе, Большой зал Московской консерватории, театр «Колон» в Буэнос-Айресе и многих других. Долгое время она была членом редакционной коллегии журнала «Советакан арвест» («Советское искусство»), выходящего на армянском языке.

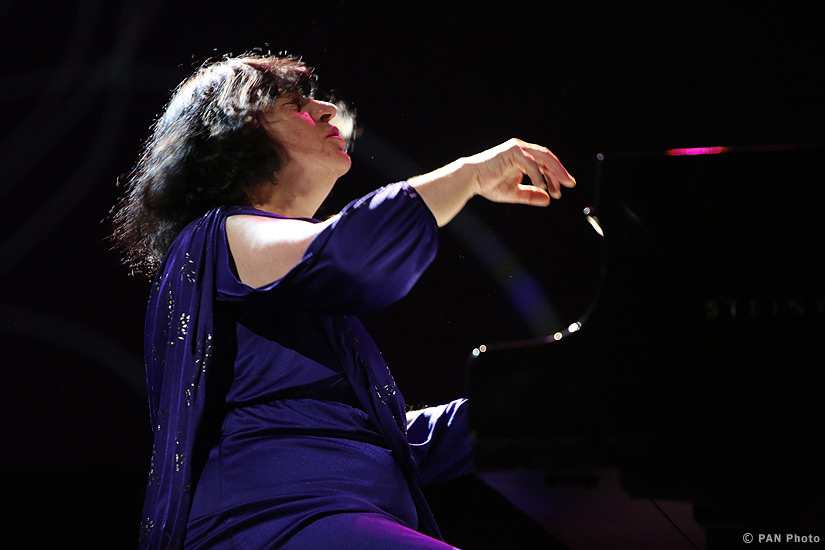
Во время концерта в Армянском театре оперы и балета имени А. А. Спендиарова.
19 июля 2015 года

Навасардян сотрудничала с Государственным филармоническим оркестром Армении, Московским, Санкт-Петербургским, Сиднейским, Пражским, Словацким, Тбилисским симфоническими оркестрами, Брюссельским филармоническим оркестром, камерным оркестром «Виртуозы Москвы» и камерным ансамблем «Солисты Москвы»; такими известными солистами и дирижёрами, как Е. Ф. Светланов, В. А. Гергиев, В. С. Синайский, В. П. Зива, Д. И. Лисс, К. Уоррен-Грин, Э. К. Вирсаладзе, В. Т. Спиваков, Ю. А. Башмет, В. В. Третьяков, А. Я. Брусиловский, Р. М. Агаронян, В. Мартиросян, Н. А. Мадоян.
Навасардян проводила мастер-классы и была приглашённым профессором в Дамасской консерватории (1992), Монреальском университете (1993), разных городах Японии (1996, 1998), Страсбургской консерватории (2006), Веймарской Высшей школе музыки имени Листа (2008), Московской государственной консерватории имени П. И. Чайковского (2013) и многих других музыкальных учебных заведениях. Она участвовала во многих международных музыкальных фестивалях в Братиславе, Варне, Эхтернахе (Люксембург), Париже, Туре, Венеции, Москве, Санкт-Петербурге, Потсдаме, Саппоро, Гранаде, Салоники, Ереване и других городах, была членом жюри Закавказского конкурса музыкантов-исполнителей (1978, 1981), Международного конкурса-фестиваля юных и молодых пианистов имени Арно Бабаджаняна (1989, 2017, 2019), Тбилисского международного конкурса пианистов (1997), Международного конкурса молодых пианистов имени Франца Листа в Веймаре (2009, 2014) и других исполнительских соревнований, президентом жюри Международного конкурса пианистов имени Арама Хачатуряна (2011).
Ныне Светлана Навасардян проживает в Ереване и Париже, продолжает вести активную концертную и педагогическую деятельность, гастролируя и проводя мастер-классы за рубежом.

## Творчество
Широкий репертуар Светланы Навасардян включает в себя свыше 360 произведений от эпохи барокко до современной классической музыки, в числе которых все фортепианные концерты И. С. Баха, В. А. Моцарта, Л. вана Бетховена, И. Брамса, Ф. Шопена, фортепианные концерты Й. Гайдна (ре мажор и соль мажор), Р. Шумана, А. С. Аренского, А. К. Глазунова, С. В. Рахманинова (№ 1 и № 2), С. С. Прокофьева (№ 2 и № 3), Д. Д. Шостаковича (№ 1), И. Ф. Стравинского, Б. Бартока (№ 3), А. И. Хачатуряна, Концерт-фантазия для фортепиано с оркестром П. И. Чайковского, посвящённый ей фортепианный концерт Г. Г. Овунца, сольные произведения указанных выше авторов (включая все фортепианные сонаты Моцарта), также сольные произведения Ф. Шуберта, Ф. Листа, Ф. Пуленка, Р. Штрауса, Д. Скарлатти, К. Дебюсси, Р. К. Щедрина, П. Хиндемита, Комитаса, А. А. Бабаджаняна, Т. Е. Мансуряна и других композиторов. Навасардян является одной из немногих пианистов, исполнивших полные циклы фортепианных концертов Баха (13 концертов композитора исполнены за три вечера в 1985 году, в 1988 году за их исполнение Навасардян удостоена Государственной премии Армянской ССР) и Моцарта (27 концертов). Она придаёт большое значение исполнению произведений современных армянских композиторов.
Зимой 1989 года в Ереване Навасардян впервые выступила не только в качестве пианистки, но и в качестве дирижёра: во главе Государственного камерного оркестра Армении она исполнила Концерт для фортепиано с оркестром ре мажор Й. Гайдна, Адажио для струнного оркестра С. Барбера и Симфонию № 5 си-бемоль мажор Ф. Шуберта.
В международной прессе музыкальными критиками Светлана Навасардян была оценена как «великая армянская пианистка», «фортепианный вулкан», «бесспорная индивидуальность», «символ противостояния всему, что воплощает повседневность и предсказуемость в современном пианизме». Её творчество получило положительные отклики многих известных музыкантов. По словам пианиста Эмиля Григорьевич Гилельса:
Восхищающая своим многогранным талантом Светлана Навасардян может быть украшением любой сцены.Эмиль Гилельс
Также её исполнительское мастерство высоко оценил пианист Святослав Теофилович Рихтер, выражая полученное впечатление от её исполнения фортепианного цикла Ludus Tonalis Хиндемита. Музыковеды отмечают в её игре безупречную технику, сосредоточенность, объективность в подходе к музыкальному материалу, эпический склад интерпретаций, даже в случае исполнения романтической фортепианной литературы. Согласно отзыву музыковеда И. Чапаевой, написанному после дебютного выступления Навасардян: «В творческой манере пианистки привлекают искренность высказывания и эмоциональная уравновешенность, гармоничный охват монументальной формы каждого цикла и строгая осмысленность деталей. Она отлично владеет различными фортепианными красками, однако особенно удаются ей „тихие“ эпизоды. Ей вообще свойственно вдумчивое, сосредоточенное отношение к музыкальному тексту. Именно в сдержанной романтичности, если так можно выразиться, заключена особая привлекательность её исполнительского облика».

## Награды

### Звания
- Народная артистка Армянской ССР (1984)[12].
- Заслуженная артистка Армянской ССР (1977)[1].

### Ордена и медали

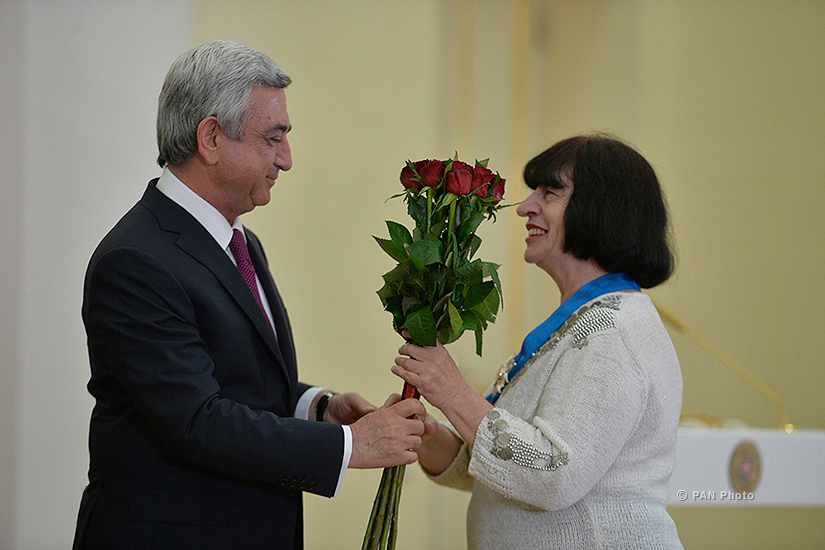
Награждение орденом Почёта.
20 сентября 2016 года

- Орден Святого Месропа Маштоца (16 сентября 2010) — по случаю 19-летия провозглашения независимости Республики Армения, за выдающиеся творческие достижения в области культуры[16].
- Орден Почёта (17 сентября 2016) — по случаю 25-летия Независимости Республики Армения, за большой вклад в развитие музыкального искусства[17].
- Орден «Знак Почёта» (7 августа 1981)[8].
- Орден Армянской апостольской церкви «Святые Саак и Месроп» (14 июня 2013)[18].
- Медаль Мовсеса Хоренаци (26 мая 1998)[3].

### Премии
- 1-я премия Закавказского конкурса музыкантов-исполнителей (Тбилиси, 1965)[1].
- 2-я премия и серебряная медаль международного конкурса пианистов имени Р. Шумана (Цвиккау, 1966)[11][19].
- 4-я премия международного конкурса пианистов имени И. С. Баха (Лейпциг, 1968)[11].
- 5-я премия и серебряная медаль международного конкурса пианистов имени бельгийской королевы Елизаветы (Брюссель, 1972)[11][20].
- 2-я премия Сиднейского международного конкурса пианистов (Сидней, 1977)[21].
- Государственная премия Армянской ССР (1988) — за исполнение полного цикла фортепианных концертов Иоганна Себастьяна Баха[11].
- Премия Ленинского комсомола Армении (1970) — за концертно-исполнительскую деятельность[22][12].

### Прочее
- Почётный гражданин Еревана (26 октября 2021).
- Лауреат Межгосударственной премии «Звёзды Содружества» в области культуры и искусства за 2019 год Совета по гуманитарному сотрудничеству и Межгосударственного фонда гуманитарного сотрудничества государств-участников СНГ (24 августа 2020)[23].
- Лауреат главной премии Всеармянского музыкального фестиваля «Наири» в номинации «классические клавишные инструменты» (28 марта 2017)[24].
- Золотая медаль имени Хачатура Абовяна Армянского государственного педагогического университета (2013)[25].